# (2493) Elmer
(2493) Elmer (1978 XC; 1954 QG; 1968 QY) ist ein ungefähr sieben Kilometer großer Asteroid des mittleren Hauptgürtels, der am 1. Dezember 1978 von den US-amerikanischen Astronomen Richard Eugene McCrosky, Cheng-yuan Shao, G. Schwartz und J. H. Bulger am Oak-Ridge-Observatorium (damals als Agassiz Station Teil des Harvard-College-Observatorium) (IAU-Code 801) entdeckt wurde. Er gehört zur Gefion-Familie, einer Gruppe von Asteroiden, die nach (1272) Gefion benannt ist.

## Benennung
(2493) Elmer wurde nach dem US-amerikanischen Astronomen Charles Wesley Elmer (1872–1954) benannt, dessen Treffen mit Richard Perkin, nach dem der Asteroid (2482) Perkin benannt ist, zur Gründung des Unternehmens PerkinElmer führte. Als Direktor der Abteilung für Astronomie an der Brooklyn Academy of Arts and Sciences gründete er die Amateur Astronomers Association in New York City, New York und das Custer Institute in Southold auf Long Island, New York.